# Pia Walkenhorst
Pour les articles homonymes, voir Walkenhorst.
Pia Walkenhorst est une joueuse allemande de volley-ball née le 15 novembre 1993 à Essen. Elle mesure 1,93 m et joue au poste de réceptionneuse-attaquante. Elle est la sœur de Kira Walkenhorst, joueuse allemande de beach-volley et de volley-ball.

## Clubs
| Club                   | De        | À         |
| ---------------------- | --------- | --------- |
| VC Essen-Borbeck       |           | 2006-2007 |
| VC Olympia Berlin      | 2007-2008 | 2008-2009 |
| VC Olympia Dresden     | 2009-2010 | 2009-2010 |
| Dresdner SC            | 2010-2011 | 2010-2011 |
| VC Stuttgart           | 2011-2012 | 2011-2012 |
| CPSV Volleys Chemnitz  | 2012-2013 | 2014-2015 |
| Skurios Volleys Borken | 2015-2016 | …         |

## Palmarès
- Championnat d'Allemagne
  - Finaliste : 2011.